# Båtsmansstol

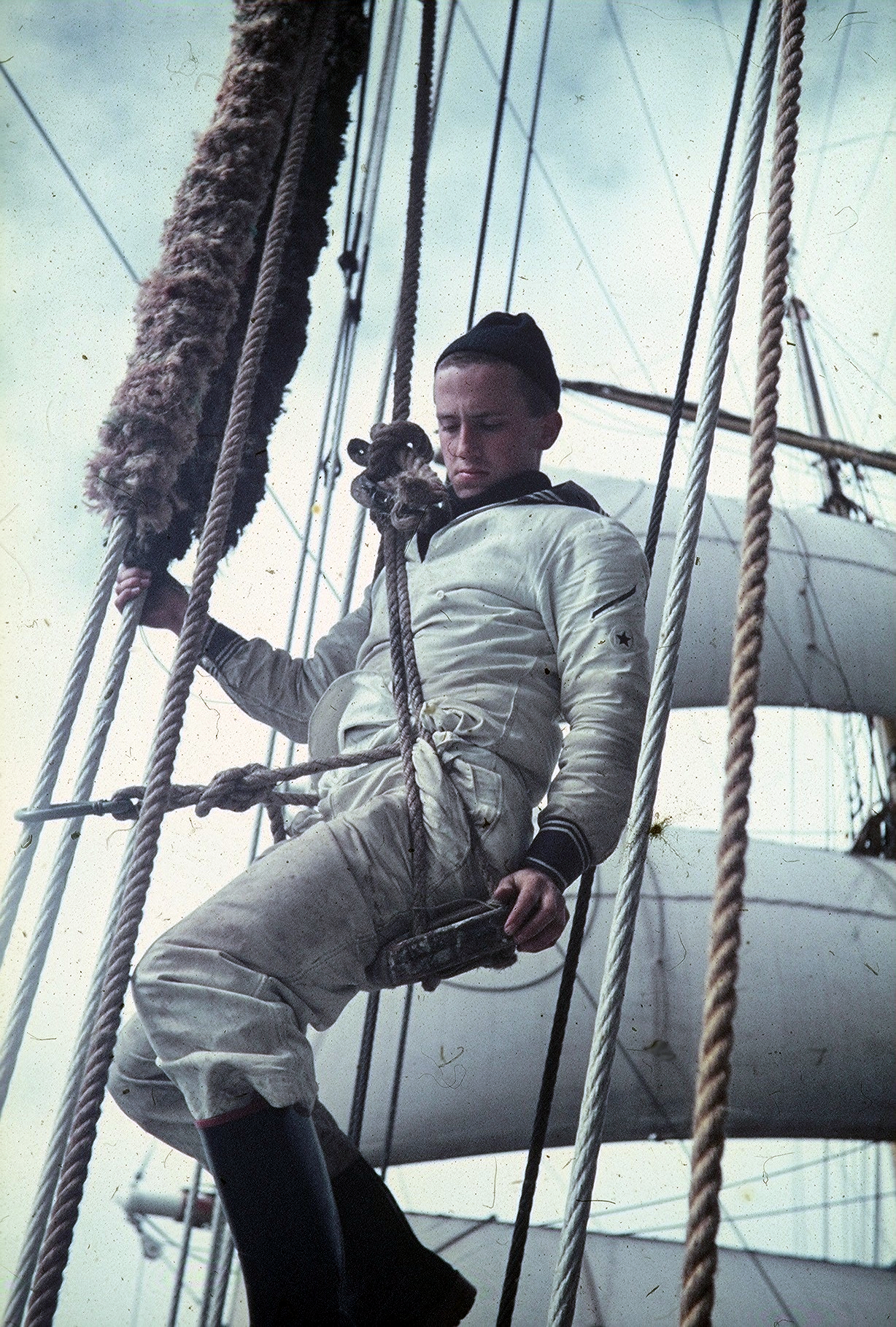
Båtsmansstol.

Båtsmansstol är en anordning som används på fartyg för att förflytta eller hissa en person som ska utföra arbeten ombord eller förflyttas.
I ett enkelt utförande, består båtsmansstolen av en grov bräda med upptagna hål i alla fyra hörnen. Genom hålen träs en stropp som går i kryss under brädan. På ovansidan bänslas stroppen ihop så att det bildas en liten ögla cirka en halvmeter från brädan. Öglan används för att fästa båtmansstolen i en lina som kan skäras igenom ett hisstyg (block) för att hissa upp eller fira ned anordningen till önskad höjd.